# Toura
Toura ist ein Arrondissement im Departement Alibori in Benin. Es ist eine Verwaltungseinheit, die der Gerichtsbarkeit der Gemeinde Banikoara untersteht. Gemäß der Volkszählung von 2002 hatte Toura 13.110 Einwohner, davon waren 6581 männlich und 6529 weiblich.